# Tandava

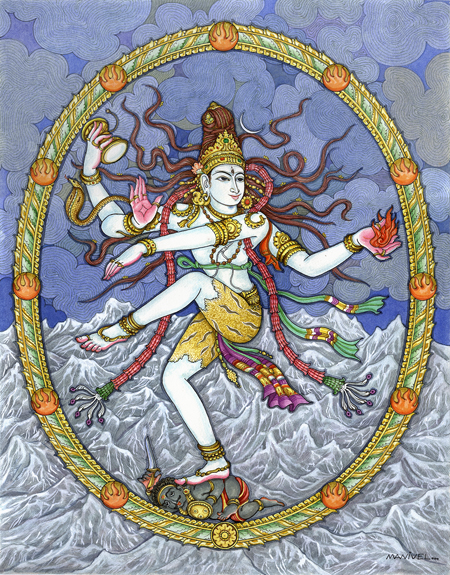
Nataraja (‘el rey del baile’), imagen del dios Sivá como danzarín cósmico representando el movimiento rítmico de todo el cosmos.

Tāṇḍava la forma de arte divino, es una danza que realiza el dios hindú Shiva. 
- tāṇḍava nṛtya, en el sistema AITS (alfabeto internacional para la transliteración del sánscrito).

Según la mitología hindú, la frenética tándava que realiza Shivá es una vigorosa danza que es la fuente del ciclo de creación, preservación y disolución del universo. 
Shivá puede representarse de dos maneras: 
- en la danza Rudra tándava, que representa su naturaleza violenta, como el destructor del universo.
- en la Ananda tándava lo presenta disfrutando de su creación (el universo). Ssivá en el papel de Nataraja (lit. ‘rey de la danza’) es considerado el señor supremo de la danza.[1]

La tándava toma su nombre de Tandu, el asistente de Shivá, que le enseñó a Bharata Muni (el autor del Natia-sastra) a utilizar los modos Angaharas y Karana del tándava siguiendo una orden de Sivá. Algunos escritores consideran que el propio Tandu debe haber sido el autor de una obra previa de arte dramático, que fue incorporada al Natia-shastra.
En efecto, las artes clásicas como la danza, la música y el canto podrían provenir de los mudras y rituales de la tradición shaiva.